# Сафаров, Назир Сафарович
Назир Сафарович Сафаров (узб. Nazir Safarov; 1905, Джизак, Туркестанское генерал-губернаторство (ныне Джизакская область Узбекистана) — 1985, Ташкент) — узбекский советский писатель, сценарист и прозаик, драматург, журналист, военный корреспондент. Народный писатель Узбекской ССР (1975), Заслуженный деятель искусств Узбекской ССР (1950). Лауреат Государственной премии Узбекской ССР им. Хамзы (1968). Член Союза писателей СССР (1934).

## Биография
Сын кузнеца. Учился сначала в старой узбекской, а затем — в советской школе. После революции учился на вечерних курсах. Образование продолжал в Самарканде в школе по подготовке партийных кадров. В 1925 году вступил в ВКП(б).
Активно участвовал в работе комсомольских организаций. С 1931 сотрудничал в периодической печати республики.
Ответственный секретарь оргбюро, а затем Союза писателей Узбекской ССР (1932‒1935).
В 1934 году был от Узбекской ССР делегатом на Первом съезде писателей СССР, став одним из первых членов Союза писателей СССР.
В 1935 году окончил Институт марксизма-ленинизма при ЦК КП Узбекской ССР.
Участник Великой Отечественной войны. Был политработником и военным корреспондентом в действующей армии, прошёл от Кавказа до Вены вместе с бойцами Советской Армии.

## Творчество
Автор ряда исторических произведений в прозе, драматургии и киносценариев.
Дебютировал в 1928 г. Первое его произведение — «Незабываемые дни» — изображает восстание угнетенных крестьянских масс против царизма в 1916 г.
Первые очерки и фельетоны Назира Сафарова были опубликованы в газете «Рабочий» в 1926 году, а спустя несколько лет появилась серия очерков под общим заголовком «Борьба за новую жизнь». Значительным событием явилась книга «Тени чёрных дней», рассказывавшая о Джизакском восстании 1916 года.
Начало 1940-х годов совпало с приходом Н. Сафарова в драматургию. Автор революционной драмы «История заговорила» (в соавторстве с Зиа Саидовым) заявил о себе, как смелый обличитель тайных замыслов врагов Советской власти. Спектакль, поставленный театром имени Хамзы, имел большой успех и определил дальнейший творческий путь молодого писателя. Главной темой Н. Сафарова стала тема революции, борьбы с врагами нового строя, тема становления социалистического сознания трудящихся. Важными вехами в истории узбекского театра были постановки произведений Н. Сафарова «Пробуждение», «Заря Востока».
Военные очерки писателя («Пуленепробиваемый храбрец», «Герой из вуадиля», «Комиссар Корабоев», «Любовь», «До последнего вздоха», «Дети узбеков», «Рождение героя» и др.) были опубликованы в ряде газет и журналов СССР, вошли в первую послевоенную книгу Н. Сафарова, изданную на русском языке, — «Земляки».
Автор сборников рассказов и очерков «Земляки» (1958), «Золотой месяц» (1961), «Капля крови» (1967), повестей «Дальновидная девушка» (1961) и «О прожитом и пережитом» (1968; Государственная премия Узбекской ССР им. Хамзы, 1968), романов «День проклятий и день надежд» (на русском языке, 1970) и «Навруз» («Время белых аистов», 1973). Написал драму «Полководец» (в соавторстве с Й.Худойкуловым), посвященную 30-летию победы в Великой Отечественной войне. Пьеса «Пробуждение» (1938) посвящена восстанию 1916 в Средней Азии, пьеса «Заря Востока» (1948) ‒ революционным событиям в Узбекистане. На современные сюжеты написаны драма «Школа жизни» (1954), комедия «Кому горе, кому смех» (1963), повествуется о борьбе рабочего класса за новшества, пьеса «Элмурод» (в соавторстве с М.Худойкуловым) и др.
Произведения Н. Сафарова переведены на многие языки народов СССР.

## Сценарии
- 1964 — Буря над Азией
- 1980 — Каждый третий
- 1983 — Пробуждение

## Награды
- орден Ленина (1985)
- орден Октябрьской Революции
- орден Трудового Красного Знамени (1980)
- орден Дружбы народов
- орден «Знак Почёта» (дважды) (в т.ч. 18.03.1959)
- орден Отечественной войны II степени
- орден Красной Звезды
- медаль «За боевые заслуги»
- медали СССР
- Народный писатель Узбекской ССР (07.03.1975)
- Заслуженный деятель искусств Узбекской ССР (1950)[2]
- Государственная премия Узбекской ССР им. Хамзы (1968)[3]